# Ondřej Macura
Ondřej Macura (* 3. ledna 1980 Praha) je český básník a prozaik.

## Život
Pochází z literární rodiny, otec Vladimír Macura byl literární vědec a spisovatel, matka Naděžda Macurová byla překladatelka z francouzštiny. Vystudoval češtinu a slavistiku na Filozofické fakultě Univerzity Karlovy. Je učitelem českého jazyka a literatury na základní škole a gymnáziu Nový PORG v Praze. Jeho manželka Veronika Macura učí na škole Open Gate v Praze.
Kromě výuky na střední škole se zabývá[ujasnit] uměním, cestováním, literaturou a psaním.[ve zdroji nenalezeno] Je také sběratelem pohlednic z posledních let Rakouska-Uherska.

## Dílo
- Indicie, 2007, básnická sbírka (nominace na Cenu Jiřího Ortena)
- Žaltář, 2008, básnická sbírka
- Netopýři, 2009, próza
- Sklo, 2013, básnická sbírka
- Tiše, aby nás neslyšel..., 2023, básnická sbírka[4][5][6]